# Oroya-Fieber
Das Oroya-Fieber (Carrión-Krankheit, Verruga peruriana) ist eine durch das Bakterium Bartonella bacilliformis hervorgerufene Erkrankung. Die Sandmücken der neuweltlichen Gattung Lutzomyia übertragen als Vektor das Bakterium von Mensch zu Mensch. Die Krankheit tritt im Lebensraum des Vektors in Südamerika auf den westlichen Abhängen der Anden oberhalb von 800 m Höhe in Peru, Ecuador und Kolumbien auf. Das Bakterium lebt primär in Erythrozyten, sekundär kommt es zu einer Kolonialisierung der Milz und anderer Organe. Einziges bekanntes Reservoir ist der Mensch. Das Oroya-Fieber gehört zur Gruppe der Bartonellosen.

## Krankheitsverlauf
- 16 bis 22 Tage für die hämolytische Form der Bartonellose: Oroya-Fieber mit hohem Fieber, Lymphknotenschwellungen, Hepatosplenomegalie, schwerer Hämolyse durch Zerstörung der Erythrocyten. Es folgt eine Phase ausgeprägter Immunsuppression, die ohne Antibiotikagabe früher, vor allem wegen Sekundärinfektionen, meist tödlich verlief.
- Ohne Behandlung mit Antibiotika (Ciprofloxacin, Levofloxacin, Doxycyclin oder Rifampicin)[1] entwickelt sich zwei bis vier Monate später das Hauptstadium dieser Bartonellose, die sogenannte Verruga peruana (Peru-Warze). Dieser Zustand hält meist einige Monate an, bevor er spontan abheilt (falls keine antibiotische Behandlung mit Rifampicin und Ciprofloxacin oder mit Levofloxacin erfolgen soll).

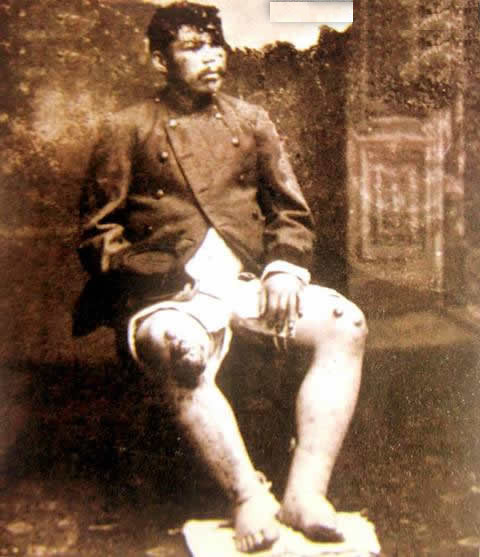
Ein chilenischer Soldat mit großen Warzen als Symptom des Oroya-Fiebers, das er sich beim Kampf während des Salpeterkriegs in den Schluchten des Río Rímac zugezogen hat (1881)

## Historisches
In der zweiten Hälfte des 19. Jahrhunderts finanzierte der US-amerikanische Unternehmer Henry Meiggs den Bau der höchsten Eisenbahn der Welt: über die peruanischen Anden von Lima nach Oroya in bis zu 5.000 m über dem Meeresspiegel. Man hoffte, dort riesige Mengen von Bodenschätzen zu heben. In ganz Peru und Chile wurden Arbeiter angeworben, um den Bahnbau zu unterstützen. Im Jahre 1869 verließ die Strecke das Tiefland und erreichte entlang des Rímac-Flusses Höhen von über 1000 m. Zu der Strecke gehörte auch die Verrugas-Brücke. Tausende von Bahnarbeitern lebten unter schlechtesten hygienischen Verhältnissen. In den Massenunterkünften trat eine völlig neuartige Erkrankung auf. Die Arbeiter litten zuerst an hohem Fieber, bevor Tausende von ihnen an schweren Anämien (Blutarmut) und aufgrund von Sekundärinfektionen wie Miliartuberkulose, Shigellosen und Salmonellosen verstarben. Die Krankheit war in dieser Region jedoch alles andere als neu.
Pedro Pizarro, der an der spanischen Eroberung Perus teilgenommen hatte, berichtete (vier Jahrzehnte nach dem Ereignis), dass viele Spanier 1531 in Coaque im heutigen Ecuador von einer Krankheit „mit Warzen, manchmal so groß wie Eier,“ befallen wurden.
Schon im Jahre 1540 berichtete Valdizan, der Militärberichterstatter von Francisco Pizarro, von einem Ausbruch einer Krankheit unter den Soldaten, die mit hohem Fieber begann und den Überlebenden nach einiger Zeit blutgefüllte Warzen entstehen ließ. Das war die schriftlich älteste Überlieferung im Zusammenhang zwischen der fiebrigen Erkrankung (Oroya-Fieber) und den Peru-Warzen (Verruga peruana). Dieser Zusammenhang wurde durch den tödlich verlaufenen Selbstversuch des peruanischen Medizinstudenten Daniel Alcides Carrión (1857–1885) nachgewiesen, nach dem die Krankheit später benannt wurde.
Jedoch zierten die Warzen nicht nur bildhafte Darstellungen von Menschen auf Töpfereien und Stelen, sondern sogar präkolumbische Mumien.
Diese Kenntnisse gerieten in Vergessenheit, sodass die Krankheit 1915 von Richard Pearson Strong bei einer wissenschaftlichen Expedition der Harvard University unter dem Namen Oroya-Fieber neu beschrieben wurde. Den Erreger hatte bereits 1905 Alberto Barton entdeckt.